# Tettigonia viridis
Tettigonia viridis är en insektsart som beskrevs av Carl von Linné 1758. Tettigonia viridis ingår i släktet Tettigonia och familjen dvärgstritar. Inga underarter finns listade i Catalogue of Life.